# C-15B
La C-15B és una carretera de la Xarxa Bàsica de la Generalitat de Catalunya. Comença a Can Macià (Sant Pere de Ribes) i acaba a Canyelles. Serveix per connectar la  C-15  amb Sant Pere de Ribes. La carretera és estreta, està asfaltada i creua boscos i horts.

## Enllaços
| Sortides | Sortides | Sortides                    | Sortides                    |
| -------- | -------- | --------------------------- | --------------------------- |
| B-211    | B-211    | Sant Pere de Ribes Olivella | Sant Pere de Ribes Olivella |

| Rotonda Les Torres                                            | Rotonda Les Torres           |
| ------------------------------------------------------------- | ---------------------------- |
| C-32 Vilanova i la Geltrú, Barcelona C-15B Sant Pere de Ribes | C-32 Castelldefels Barcelona |
|                                                               | C-32 Castelldefels Barcelona |
| B-211 Sitges                                                  | C-32 Castelldefels Barcelona |

| Rotonda Cal Macià                         | Rotonda Cal Macià            | Rotonda Cal Macià                   |
| ----------------------------------------- | ---------------------------- | ----------------------------------- |
| Sant Pere de Ribes                        | C-15b Vilafranca del Penedés | C-32 Vilanova i la Geltrú Tarragona |
|                                           |                              | C-32 Vilanova i la Geltrú Tarragona |
| C-32 Castelldefels Barcelona B-211 Sitges |                              | C-32 Vilanova i la Geltrú Tarragona |

| Rotonda Canyelles                   | Rotonda Canyelles                   | Rotonda Canyelles                                | Rotonda Canyelles                                |
| ----------------------------------- | ----------------------------------- | ------------------------------------------------ | ------------------------------------------------ |
| C-15 Vilafranca del Penedès Manresa | C-15 Vilafranca del Penedès Manresa | C-15z Viladellops Vilafranca del Penedés Manresa | C-15z Viladellops Vilafranca del Penedés Manresa |
| C-15z Canyelles                     |                                     |                                                  | C-15b Sant Pere de Ribes                         |
| C-15z Canyelles                     | C-15 Vilanova i la Geltrú           |                                                  | C-15b Sant Pere de Ribes                         |